# يورغ إيبرل
يورغ إيبرل هو لاعب هوكي جليد سويسري، ولد في 9 فبراير 1962 في Häggenschwil ‏ في سويسرا.

## وصلات خارجية
- يورغ إيبرل على موقع EliteProspects.com (الإنجليزية)
- يورغ إيبرل على موقع Eurohockey.com (الإنجليزية)
- يورغ إيبرل على موقع HockeyDB.com (الإنجليزية)
- يورغ إيبرل على موقع أوليمبيديا (الإنجليزية)